# Vinnie Paz
Vincenzo Luviner más conocido como Vinnie Paz (Agrigento, 5 de octubre de 1977) es un rapero y productor italoestadounidense.

## Biografía
Vinnie Pazz vivió su infancia en Sicilia, luego emigro a Estados Unidos con su familia a Filadelfia, en 1993 inició su carrera musical, forma parte de grupos como Jedi Mind Tricks (formado en 1996) y Army of the pharaohs (formado en 1998). En 2010 lazó su primer álbum en solitario. Tiene su propio sello discográfico llamado Enemy Soil.

## Discografía

### Álbumes de estudio
- Season of the Assassin (2010)
- God of the Serengeti (2012)
- The Cornerstone of the Corner Store (2016)
- The Pain Collector (2018)
- As Above So Below (2020)
- Burn Everything That Bears Your Name (2021)
- Tortured in the Name of God's Unconditional Love (2022)
- All Are Guests in the House of God (2023)

### Álbumes colaborativos
- Heavy Metal Kings (with Ill Bill as Heavy Metal Kings) (2011)
- Black God White Devil (with Ill Bill as Heavy Metal Kings) (2017)
- Camouflage Regime (with Tragedy Khadafi) (2019)